# おはようえひめ
NHKニュース おはようえひめは、NHK松山放送局で放送していた朝の『NHKニュースおはよう日本』の愛媛県・四国地方のローカルニュース番組。
2020年9月25日に放送終了、後番組は「おはよう四国」。

## 放送時間
2020年3月30日から
- 月曜～金曜　四国地方向け　5:56 - 5:59・6:28 - 6:30 気象情報
- 月曜～金曜　四国地方向け　6:55 - 7:00 ニュース・気象情報
- 月曜～金曜　愛媛県域／四国地方　7:45 - 8:00（7:51以降は四国ブロック放送）

## 過去のキャスター
松山放送局在籍中のアナウンサー
- 永井克典（愛媛県松山市出身）[注 1]

担当当時松山放送局アナウンサー
- 首藤奈知子（愛媛県松山市出身）[注 2]
- 安部みちこ（愛媛県松山市出身）[注 3]
- 武内陶子
- 中澤輝[注 4]
- 塚原愛
- 三上弥
- 谷口慎一郎[注 5]
- 武田涼介
- 小西政親
- 深澤健太
- 山口寛明
- 小見誠広

ほか
当時松山放送局契約キャスター
- 結野亜希（愛媛県松山市出身）
- 平野和子
- 上代真希 ほか

気象予報士
- 山磨香織
- 野口琢矢